# Сациви

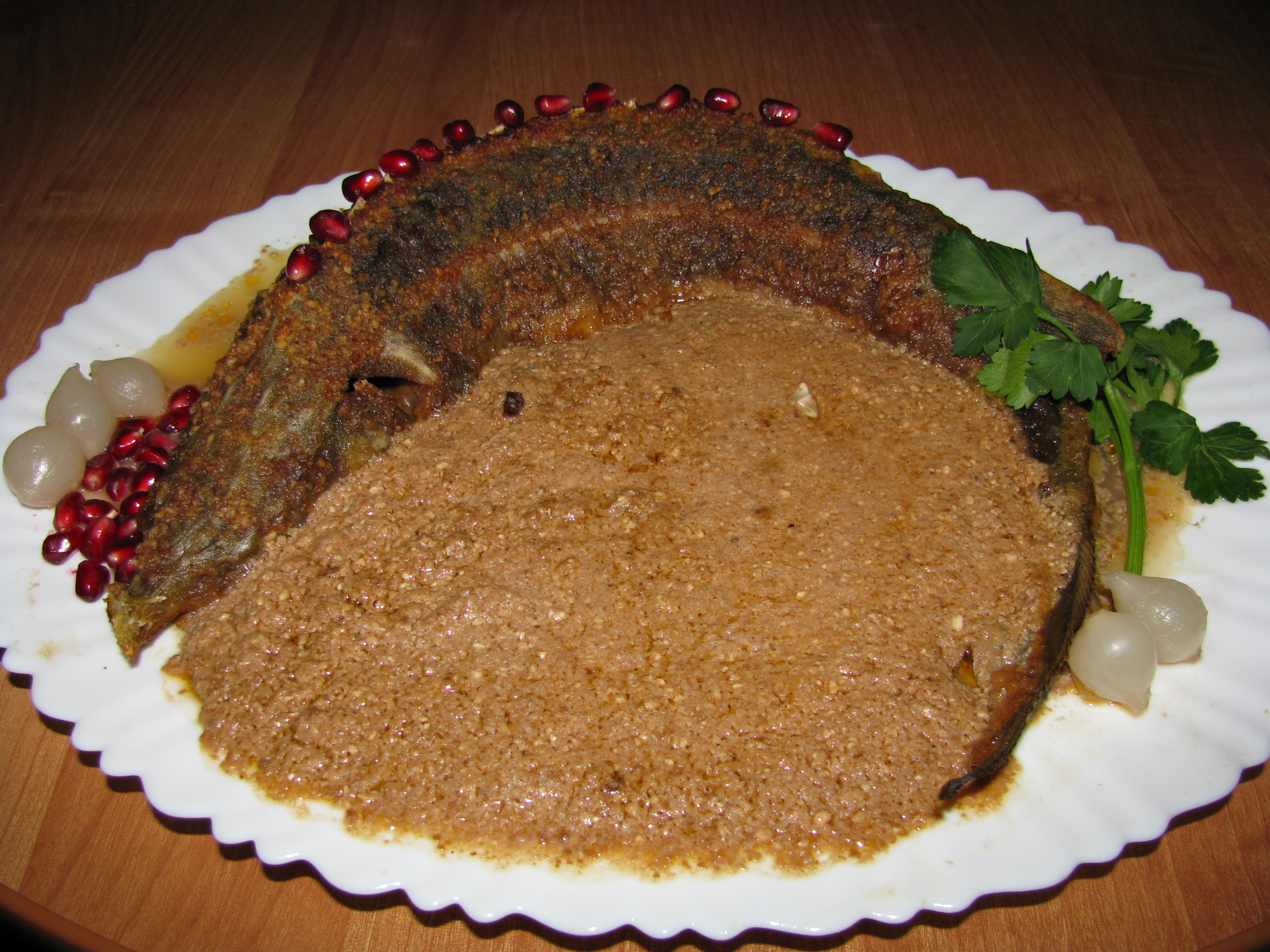
Стерлядь в соусе сациви

Саци́ви (груз. საცივი — холодное блюдо) — соус грузинской кухни. Также по названию соуса может называться готовое блюдо. Наибольшее распространение из блюд с данным соусом получила варёная домашняя птица, в основном курица/цыплёнок под соусом сациви, называемая просто «сациви». Однако надо иметь в виду, что под соусом сациви может подаваться индейка (по, в известной степени, консервативному мнению В. В. Похлёбкина, настоящее блюдо сациви делается только из индейки), гусь, утка, другое мясо и даже рыба.
Отличительной чертой соуса (его также называют соусом баже) является использование в нём большого количества измельчённых грецких орехов. Набор специй и пряностей для соуса также относительно постоянен, и обязательно включает в себя корицу, имеретинский шафран (или просто шафран), уцхо-сунели, кориандр, чеснок, перец, опционально — хмели-сунели, а также подкислитель в виде винного уксуса, лимонного или гранатового сока и т. п. Набор зелени в соусе может быть различным, обязательно используется кинза. В некоторых районах Грузии соус загущают желтками яиц в случае недостаточного количества грецких орехов, и практически повсеместно используют для загущения муку.
Соус сациви входит в характерную для Грузии группу соусов, где масла смешиваются с фруктами, ягодами, соками или, как в этом случае, с орехами. Соус сациви имеет около полутора десятков разновидностей, однако общий принцип и компоненты приготовления сравнительно постоянны.
Существуют и вегетарианские варианты блюда, в которых вместо мяса используются баклажаны и цветная капуста.
Из блюд, аналогичных сациви (варёное мясо домашней птицы под соусом-пастой из грецких орехов), можно назвать курицу по-черкесски (Çerkes tavuğu), вошедшую во времена Османской империи в турецкую, а в дальнейшем — в левантийскую и египетскую кухни, а также схожее блюдо акуз, популярное в Северном Иране (провинция Мазендеран).